# Cleto Loayza Gumiel
Cleto Loayza Gumiel (* 26. April 1888 in Sucre, Bolivien; † 30. Dezember 1968) war ein bolivianischer römisch-katholischer Geistlicher und erster Bischof von Potosí.

## Leben
Cleto Loayza Gumiel empfing am 3. März 1911 das Sakrament der Priesterweihe.
Papst Pius XI. ernannte ihn am 9. Juli 1924 zum ersten Bischof des zwei Tage zuvor errichteten Bistums Potosí. Der Apostolische Nuntius in Venezuela, Erzbischof Filippo Cortesi, spendete ihm am 15. März des folgenden Jahres die Bischofsweihe; Mitkonsekrator war der Erzbischof von Sucre, Luigi Francesco Pierini OFM.
Er nahm an der ersten Sitzungsperiode des Zweiten Vatikanischen Konzils als Konzilsvater teil.